# 마낙길 (야구 선수)
마낙길(馬樂吉, 1989년 6월 22일 ~ )은 KBO 리그 전 NC 다이노스의 외야수이다. 구단에서 나온 뒤 22사단 현역 군복무 한 뒤 현재는 서울클럽BC, 노원&중랑구유소년야구단에서 감독으로 일하는 중이다.

## 프로 입단 전
일산리틀야구단, 언북중학교를 거쳐 충암고등학교에 진학을 한다. 고등학교 2학년이던 2006년 미추홀기 전국고교야구대회에 출전하여 장충고등학교와의 결승전에서 중전 2루타를 때려내는 등의 활약을 펼치며 충암고등학교의 우승에 기여한다. 그 후 경희대학교 체육대학 스포츠지도학과에 진학하여 2010년에는 대학야구 하계리그에 출전하여 경성대학교와의 8강전에서 결승 적시타를 치는 등의 활약으로 경희대학교의 우승에 기여한다.

## 연봉
| 연도   | 연봉       | 인상률(%) | 비고 |
| ------ | ---------- | --------- | ---- |
| 2012년 | 2,400만 원 | 0         |      |
| 2013년 | 2,600만 원 | 8.3       |      |
| 2014년 | 2,600만 원 | 0         |      |
| 2015년 | 2,700만 원 | 3.8       |      |

## 출신학교
- 현산초등학교 (일산리틀야구단)
- 언북중학교
- 충암고등학교
- 경희대학교 체육대학 스포츠지도학과

## 에피소드
마낙길이라는 이름은 아버지가 유명 배구 선수였던 마낙길처럼 이름을 지으면 아들도 유명한 사람이 되길 바라는 마음에서 지었다고 한다.